# Spinnereigebäude Wiesenthal

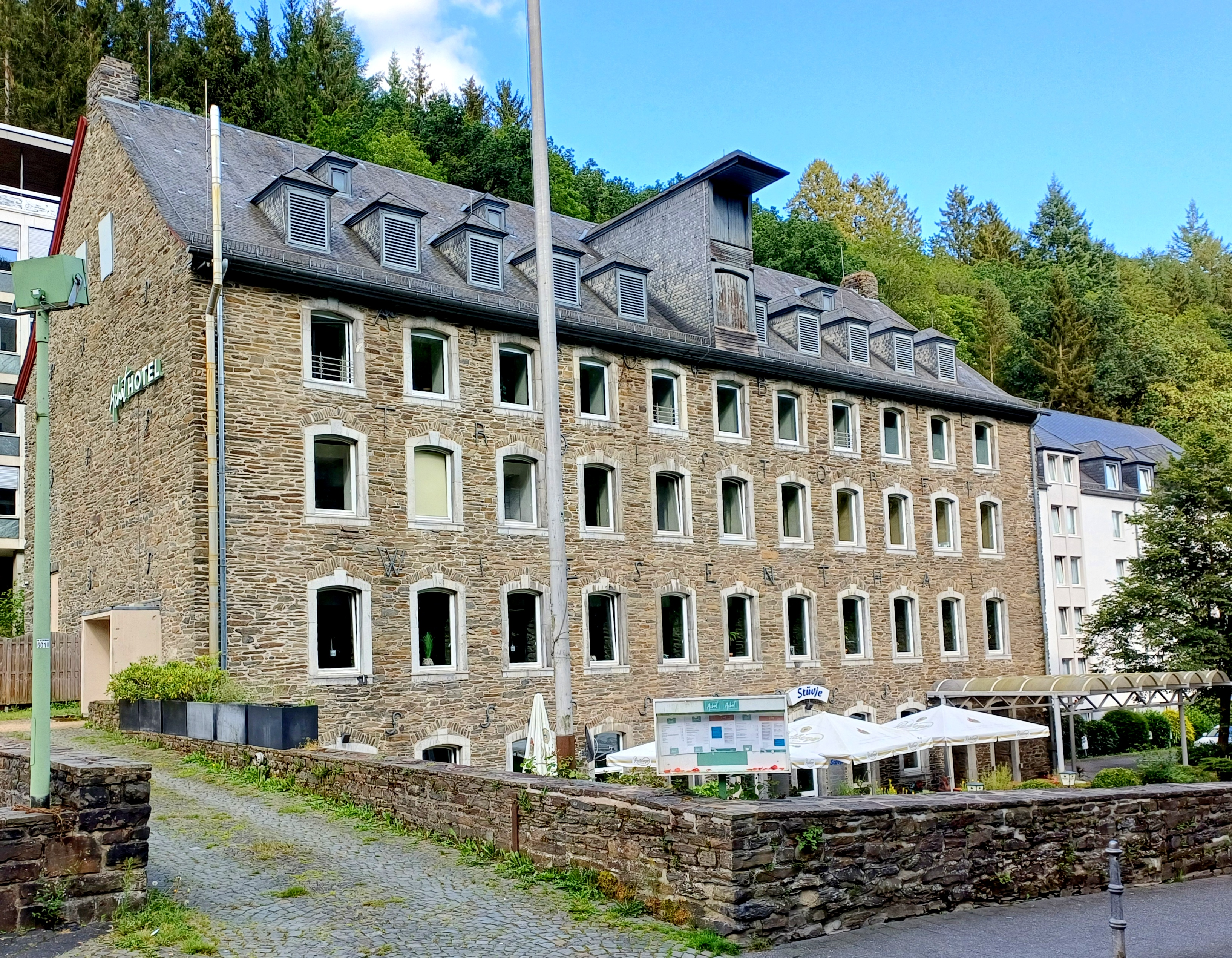
Spinnereigebäude Wiesenthal

Das Spinnereigebäude Wiesenthal ist ein denkmalgeschütztes Haus in Monschau in der Städteregion Aachen in Nordrhein-Westfalen mit der Adresse Laufenstraße 82. Es wurde 1809 für die Tuchfabrik „M. P. W. Troistorff – Wiesenthal“ erbaut und ist nach mehreren Besitzer- und Funktionswechseln seit 1990 ein Hotelkomplex.

## Geschichte
Im Jahr 1809 ließen die Söhne von Matthias Peter Wolfgang Troistorff (1737–1784) und Erben der „Tuchfabrik M. P. W. Troistorff“ mit Verwaltungssitz im Haus Troistorff und einem ersten Fabrikgebäude am Holzmark Nummer 9 ein weiteres Werksgebäude etwas außerhalb des Ortskernes am Ufer des Laufenbachs errichten, in dem sie die Arbeitsgänge des Spinnens, Rauhens und Scherens unterbrachten. Es war von Anfang an vorgesehen die Fabrik mit einer Waterframe nach dem System von Richard Arkwright zu versehen, wofür ein außen anliegendes oberschlächtiges Wasserrad mit einem Durchmesser von neun Metern an der rückseitigen Außenfassade des Gebäudes angebracht worden war. Der Laufenbach selbst entspringt westlich der Ortschaft Konzen und wurde oberhalb der neuen Fabrik in einen Obergraben eingeleitet, der entlang des Fabrikgebäudes verlief und über einen Untergraben wieder dem eigentlichen Bachbett zugeführt wurde. Um für eine konstante Wasserzufuhr auch in trockenen Witterungsperioden sorgen zu können, erwarb die Familie Troistorff einen südwestlich von Konzen im Naturschutzgebiet Feuerbach-Laufenbachtal gelegenen Fischweiher und sie ließen diesen 1812 zu einem Stauweiher, dem heutigen „Troisdorfer Weiher“, ausbauen.
Doch lief es nicht gut für das Familienunternehmen Troistorff und bereits Anfang 1819 stellte die Firma die Arbeit ein und betrieb in ihren Werken, darunter auch in der ersteigerten Spinnerei „Scheibler & Orth“, nur noch Lohnspinnerei. Schließlich verkauften sie 1834, im gleichen Jahr, wo sie auch Haus Troistorff veräußerten und aus Monschau wegzogen, das Werk Wiesenthal an den Unternehmer Ferdinand Detro, der dort ausschließlich eine Spinnerei betrieb, die er 1843 mit einer 16 PS starken Dampfmaschine ausstattete, der ersten in der Tuchfabrikation von Monschau. Später kam es noch zu weiteren Besitzerwechseln, die allesamt Haus Wiesenthal bis in die 1950er-Jahre zur Textilfabrikation nutzten. 
Schließlich kaufte Monschau den Gebäudekomplex und ließ zunächst 1958 sämtliche Nebengebäude abreißen. Bis 1961 wurde das Hauptgebäude komplett entkernt und zu einem städtischen Veranstaltungsort mit Restaurant und Festsaal umgebaut, wobei viel historische Substanz verloren gegangen ist. Zwischen 1985 und 1988 nutzte das Museum für mechanische Musikautomaten einen Großteil der Räume, bevor das Gebäude 1990 endgültig zu einem Hotel umgewidmet wurde, zunächst für das 4-Sterne-Hotel „Carat“, dem 2017 das „Michel & Friends Hotel“ und 2023 das „Achat Hotel“ folgte. Im Herbst 2024 meldete dessen Betreiber, die Mannheimer Achat-Gruppe, Insolvenz an, die Hotels sollen aber zunächst mit Einschränkungen weiterlaufen.

## Baucharakteristik

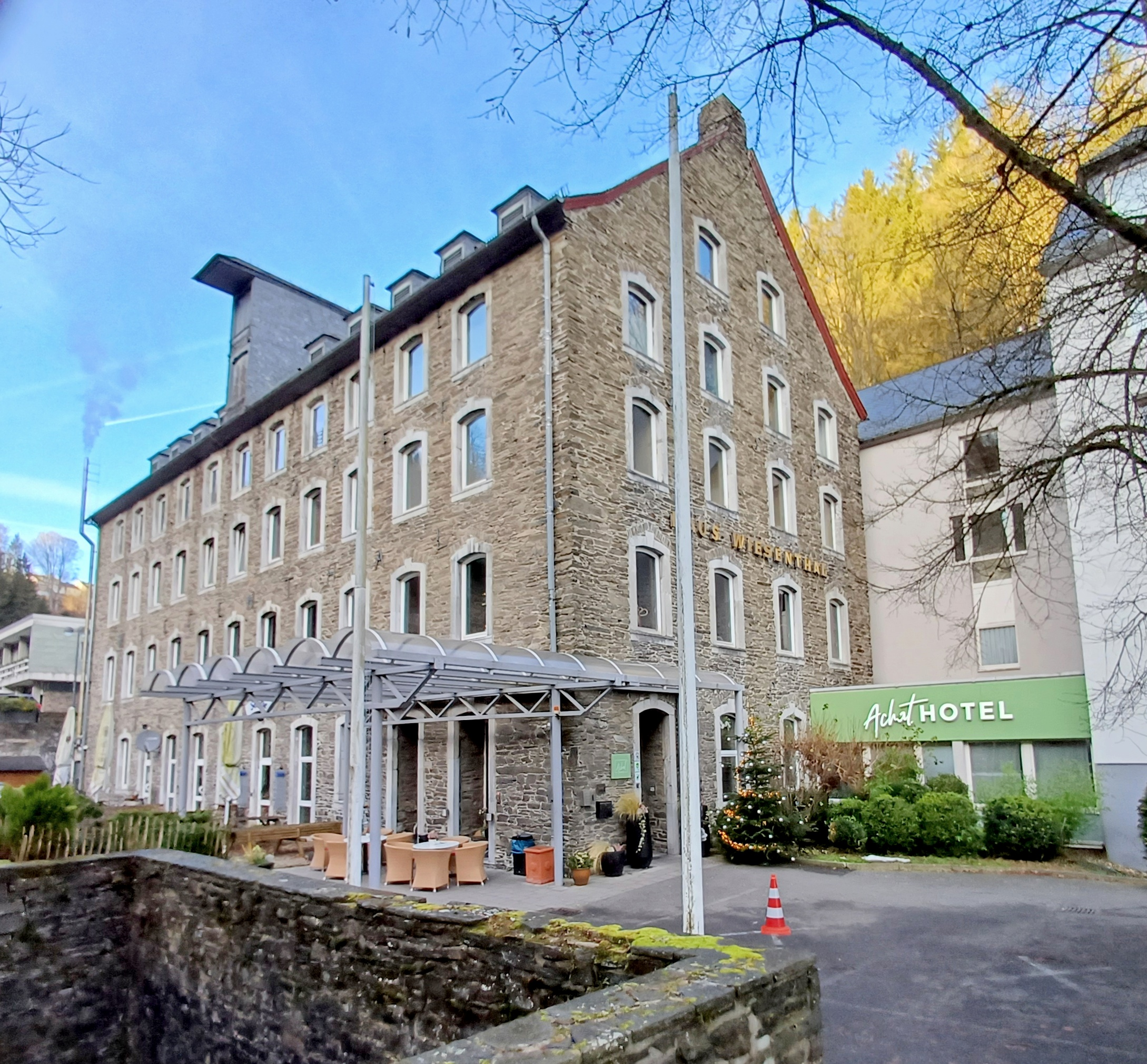
Spinnereigebäude Südseite

Bei dem Werksgebäude Wiesenthal handelt es sich um einen für seine Verwendung typischen Bau der zweiten Generation von Fabrikanlagen, die außerhalb der Stadt errichtet wurden. Die über drei Ebenen an der straßenseitigen Fassade verteilten Ankersplinte belegen mit ihrem Schriftzug „A 1809 baute Troistorff Wiesenthal“ das Jahr und den Erbauer des Hauses Wiesenthal.
Das Gebäude hat eine langrechteckige Form, ist viergeschossig und elf- zu vierachsig sowie in Bruchsteinbauweise errichtet und mit einem Satteldach gedeckt. Je Achse sind halbhohe Stichbogenfenster eingebaut, die mit Blausteinrahmungen und mit einem Keilstein versehen sind. Anstelle der Fenster befinden sich mehrere schlichte Eingänge im Erdgeschoss der Straßenfassade sowie ein später nachgebauter Seiteneingang im Obergeschoss der linken dem Hang zugeneigten Giebelseite. 
Das Satteldach ist nach außen hin zweigeschossig, wobei in der unteren Ebene elf und unter dem Dachfirst vier weitere kleinere Dachgauben eingebaut sind, die auf einen dortigen oberen Dachraum hindeuten. Die mittlere Dachgaube ist größer und breiter und geht über beide Dachetagen. Sie besitzt einen unteren und oberen Zugang und diente einst als Kragträger für den Lastenkran.
Bei der umfassenden Restaurierung und Sanierung fand eine vollständige Erneuerung der Innenkonstruktion und der Fenster statt.